# Pentaka 8B

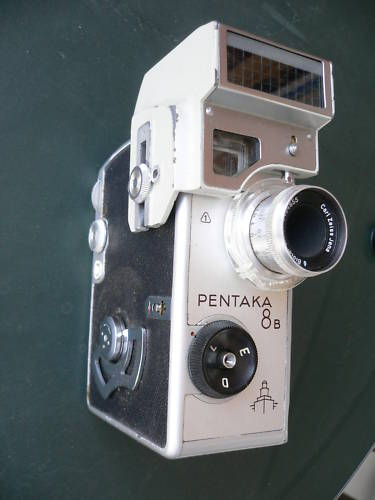
Pentaka 8B

Pentaka 8B – kamera filmowa 2 x 8 mm z wymiennymi obiektywami produkcji Niemieckiej Republiki Demokratycznej (Pentacon). Wytwarzana od 1960.
Kamera charakteryzowała się następującymi parametrami:
- obiektyw Zeiss Jena Biotar[2]: 2/5,5 mm, 2/12,5 mm, 2/25 mm, 2,8/40 mm – mocowane w uchwycie bagnetowym,
- częstotliwość zdjęć: 8, 16, 24 i 48 klatki na sekundę,
- bieg poklatkowy,
- możliwość cofania filmu,
- napęd sprężynowy,
- celownik lunetkowy bez wyrównania paralaksy,
- dodatkowy nasadkowy światłomierz "Pentafot" do sprzężania z przysłoną obiektywu,
- wyposażenie dodatkowe[1].